# Чайкув (Остшешовський повіт)
Чайкув (пол. Czajków) — село в Польщі, у гміні Чайкув Остшешовського повіту Великопольського воєводства.
Населення — 1043 особи (2011).
У 1975-1998 роках село належало до Каліського воєводства.

## Демографія
Демографічна структура станом на 31 березня 2011 року:
|          | Загалом | Допрацездатний вік | Працездатний вік | Постпрацездатний вік |
| -------- | ------- | ------------------ | ---------------- | -------------------- |
| Чоловіки | 524     | 118                | 356              | 50                   |
| Жінки    | 519     | 108                | 299              | 112                  |
| Разом    | 1043    | 226                | 655              | 162                  |